# شيلي شيكو (تشيلي)
شيلي شيكو (بالإسبانية: Chile Chico) هي بلدية تقع في تشيلي في إقليم آيسن منطقة باتاغونيا في مقاطعة كاريرا العامة. يقدر عدد سكانها بـ 4,627 نسمة ومساحتها 5,922.3 كم2 وترتفع عن سطح البحر 214 متر.

## السياحة
يحب السياح ركوب المعدية البحرية في بحيرة جنرال كريرا. كما تقلع معدية بحرية من شيلي شيكو إلى «بويرتو إنجنيرو إيبانيز» التي تقع على الساحل الشمالي للبحيرة.
يوجد بالقرب منها أكبر مطارات المنطقة. يبدأ من غرب المدينة طريق جميل ذو منعطفات كثيرة «باسو لاس لافيس» يسير خلا أرض جبلية جميلة.
يعرض في متحف شيلي شيكو وفي المركز الثقافي فيها فنونا من طابع تلك البلد بحقولها وما فيها من أحفورات ومعادن. كما يمكن زيارة سفينة متحف «إلأنديس» التي كانت تعبر في الماضي بحيرة لاغو جنرال كاريرا.
توجد المحمية الطبيعية «لاغو جينيمي» على بعد 60 كيلومتر جنوب المدينة وهي منطقة غابات كثيفة.

## صور

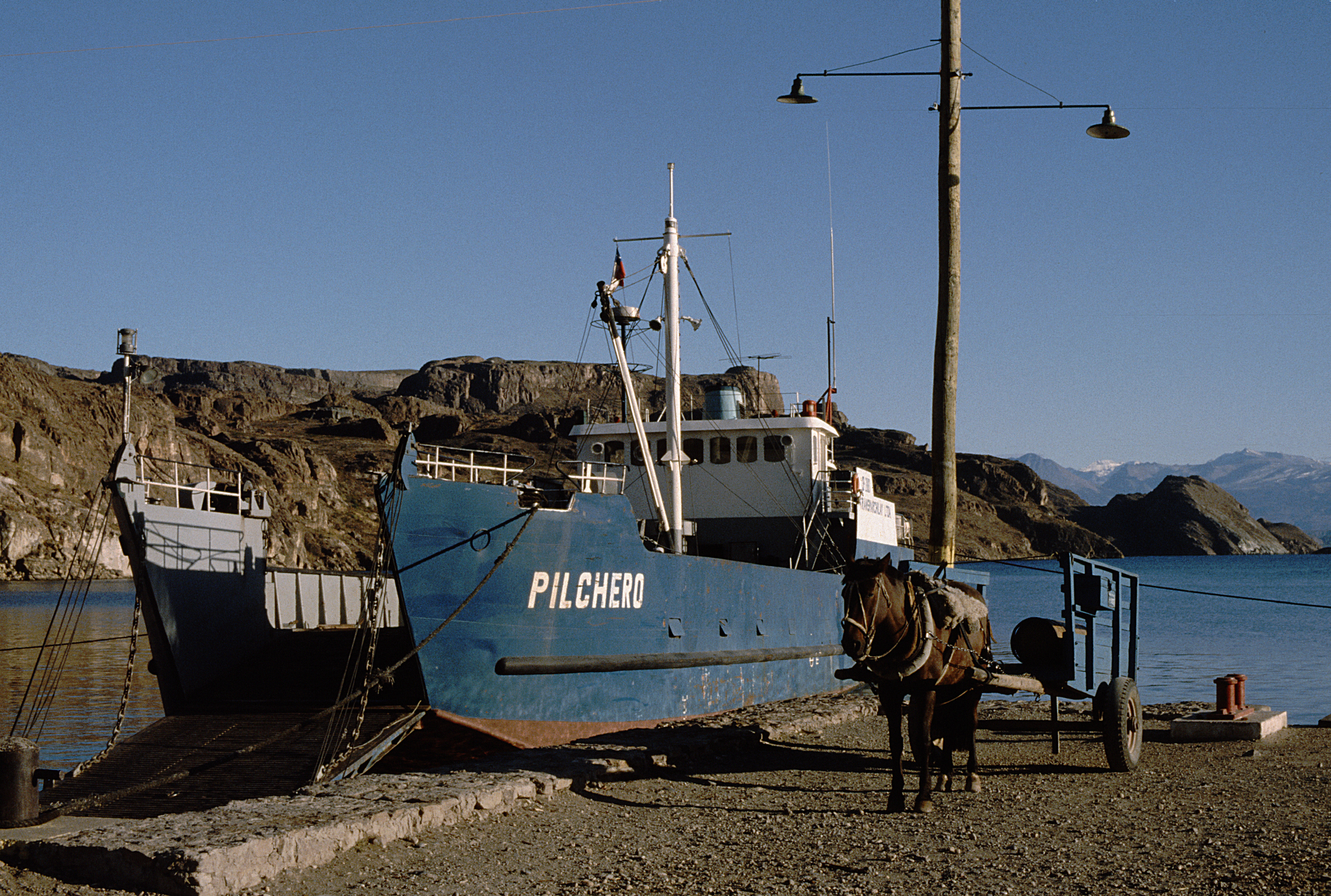
مرسى معدية في بحيرة لاغو جنرال كاريرا
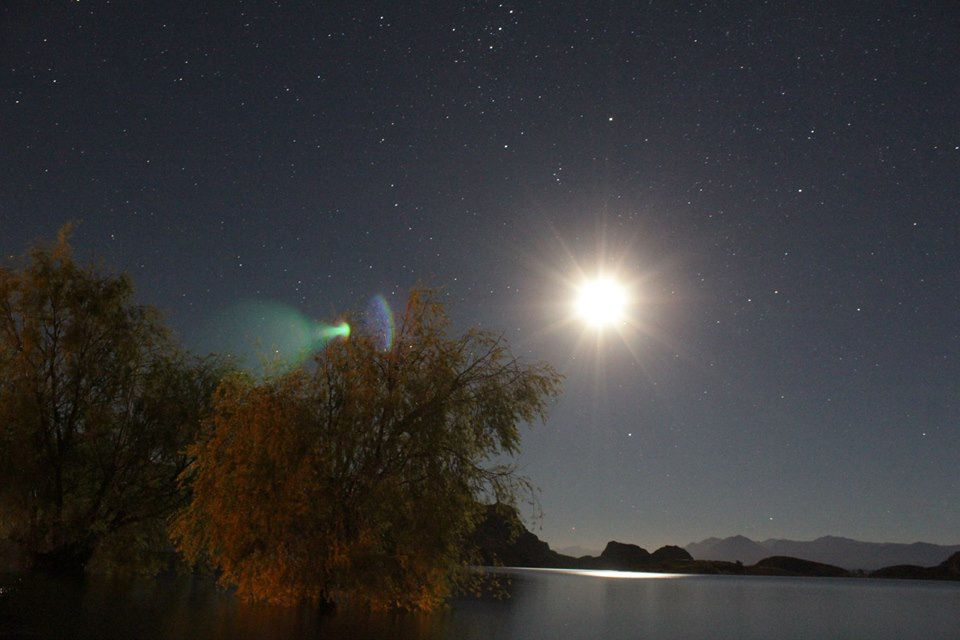
بحيرة "لاغو جنرال كاريرا"
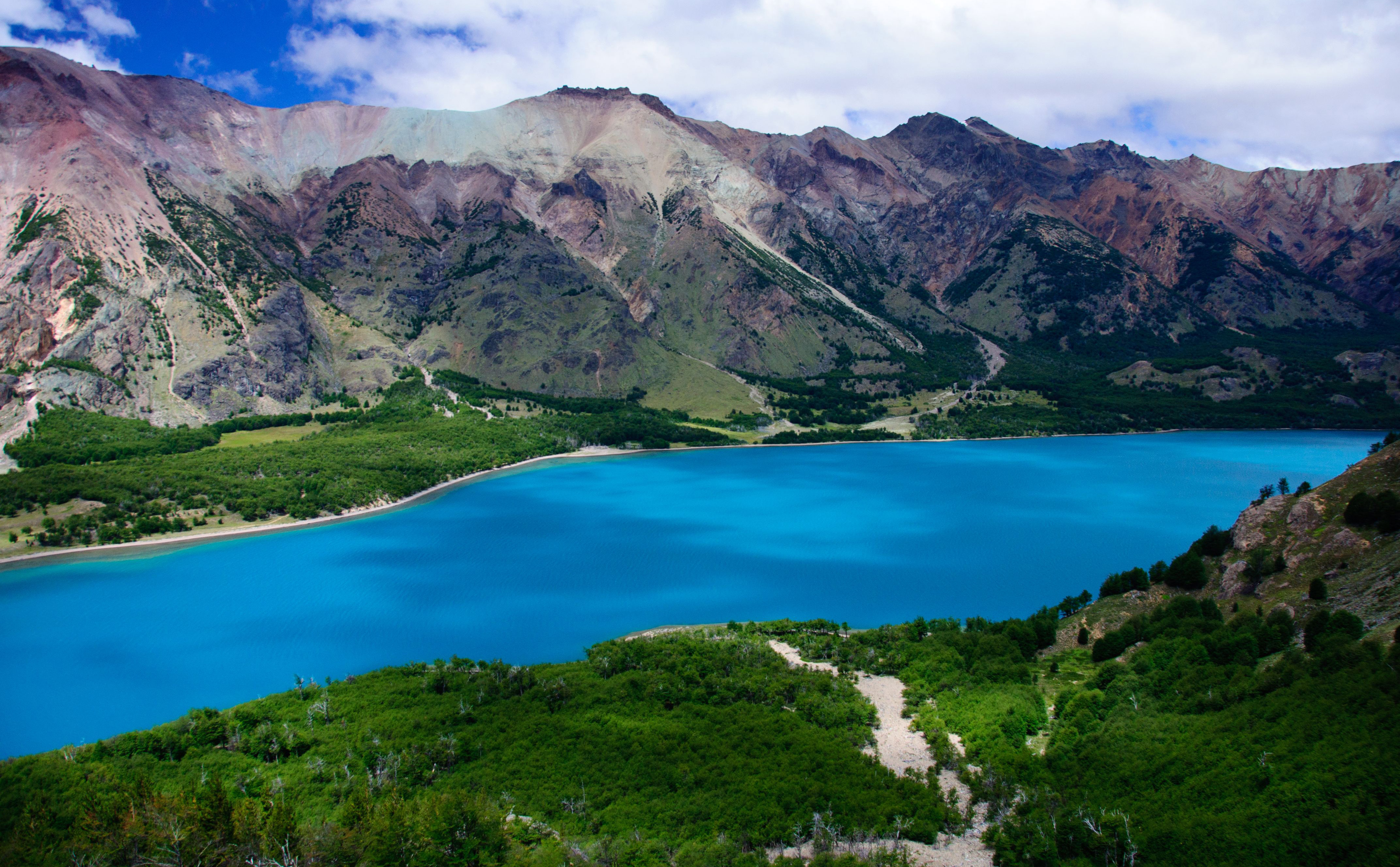
محمية جينيميني